# Veselice
Veselice település Csehországban, a Mladá Boleslav-i járásban. Veselice Rokytňany, Domousnice, Dolní Bousov, Bačalky és Zelenecká Lhota településekkel határos. Lakosainak száma 129 fő (2024. január 1.).

## Népesség
A település lakosságának változását az alábbi diagram mutatja:
| Lakosok száma | 363  | 284  | 275  | 167  | 146  | 132  | 134  | 130  | 130  | 129  |
|               | 1869 | 1900 | 1921 | 1961 | 1980 | 2011 | 2016 | 2019 | 2021 | 2024 |